# Johann Künzle
Johann Künzle (* 3. September 1857 in Hinterespen bei St. Gallen; † 9. Januar 1945 in Zizers) war ein Schweizer katholischer Pfarrer und Publizist. Er ist neben Sebastian Kneipp der wohl bekannteste Kräuterpfarrer und ein Förderer der Alternativmedizin sowie der Pflanzenheilkunde.

## Leben
Johann Künzles Eltern besaßen ein Bauerngut, der Vater arbeitete auch als gelernter Gärtner. Nach der Schulzeit in St. Gallen und im Kloster Einsiedeln studierte Künzle ab 1877 Theologie und Philosophie an der Universität Leuven (Belgien) und erhielt 1881 die Priesterweihe am Priesterseminar St. Georgen (St. Gallen). Anschliessend war er in verschiedenen Gemeinden der Ostschweiz als Pfarrer tätig, 1896 bis 1907 in Buchs im Rheintal, bis 1909 in Herisau und anschliessend bis 1920 in Wangs bei Sargans. In den Zeiten des Kulturkampfes 1884 engagierte sich Künzle gegen die Aufhebung katholischer Schulen und Institutionen in der Schweiz und in Vorarlberg. 1913 förderte er in Wangs (bei Bad Ragaz) den Kur-Tourismus und gründete einen Kräutermarkt. Da es seinen Bemühungen zugeschrieben wurde, dass 1918, als die Spanische Grippe weltweit wütete, keine einzige Person der Gemeinde starb, wurde ihm das Ehrenbürgerrecht verliehen.
Aufgrund seiner teils zweifelhaften medizinischen Ansichten, z. B. in Bezug auf die Heilung der Zuckerkrankheit, wurde er durch seinen Bischof 1920 nach Zizers in Graubünden zwangsversetzt. 1922 absolvierte er ein Examen vor einem Ärztekollegium, um eine «giftfreie Heilkräuterpraxis» betreiben zu dürfen. Auch zog er einen Kräuterhandel auf und hielt Vorträge zur Anwendung der Pflanzenheilkunde. 1939 wurde die Kräuterpfarrer Künzle AG gegründet. Diese siedelte 1954 nach Minusio (bei Locarno) um und wurde 1980 in eine Stiftung umgewandelt.
Künzle war Herausgeber beliebter Volkskalender, der Monatszeitschrift Salvia (für «giftfreie Kräuterheilkunde»), verfasste das Grosse Kräuterheilbuch (1944, später u. a. von Rudolf Fritz Weiss bearbeitet und neu herausgegeben) und viele weitere Publikationen. Das Buch Chrut und Uchrut wurde nach der Ersterscheinung 1911 in mehrere Sprachen übersetzt und wird noch heute aktualisiert herausgegeben.
In Zizers wirkte er bis an sein Lebensende erfolgreich als Unternehmer und Publizist – immer jedoch im Dienste der katholischen Kirche stehend.
In Wangs kann man den «Pfarrer-Künzle Weg», welcher durch den Pfarrer-Künzle-Verein errichtet und beschriftet wurde, begehen.
Ebenso findet man auf dem Weg eine Grotte, welche Künzle mit Schülern und weiteren Bewohnern der Gemeinde erbaute.

## Schriften (Auswahl)
- Der junge Botanist. Wangs 1914.
- Chrut und Uchrut. Verlag J. Künzle, Wangs 1912. Vielfach neu aufgelegt, beispielsweise: AT-Verlag, Baden 2008, ISBN 978-3-03-800384-7.
- Pfarrer Künzle’s Volkskalender. Olten und Konstanz 1937.
- Das grosse Kräuterheilbuch. Walter, Olten / Freiburg im Breisgau 1945 / 1967 / 1974, ISBN 3-530-49205-1.